# Zapalenie tkanki łącznej

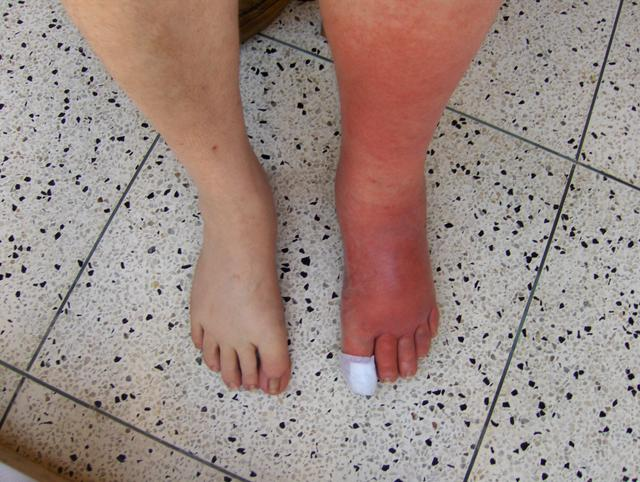
Cellulitis. Zainfekowana lewa kończyna dolna.

Zapalenie tkanki łącznej, cellulitis (łac. cellulitis) – choroba skóry i tkanki łącznej podskórnej, wywoływana przez infekcję bakteryjną (szczepy Staphylococcus aureus i Streptococcus pyogenes).
Choroba często występuje po wcześniejszym zranieniu, ukąszeniu lub poparzeniu, najczęściej na odsłoniętych partiach ciała.
Głównymi objawami są: silne zaczerwienienie skóry (mogącej przybierać nawet odcień purpurowy), ból oraz uczucie pieczenia. Ponadto, na początku rozwoju choroby, mogą występować: ból głowy, nudności, a także gorączka. Samo zapalenie może w praktyce sięgać głębiej, poza tkanki łączne (na przykład do węzłów limfatycznych).
Jako metodę leczenia stosuje się antybiotykoterapię w postaci doustnej i zastrzyków dożylnych. Z metod poza-farmakologicznych najczęściej zalecana jest elewacja zajętej kończyny.

## Klasyfikacja ICD10
| kod ICD10     | nazwa choroby                                   |
| ------------- | ----------------------------------------------- |
| ICD-10: L03   | Zapalenie tkanki łącznej                        |
| ICD-10: L03.0 | Zapalenie tkanki podskórnej palca ręki i stopy  |
| ICD-10: L03.1 | Zapalenie tkanki łącznej innych części kończyny |
| ICD-10: L03.2 | Zapalenie tkanki łącznej twarzy                 |
| ICD-10: L03.3 | Zapalenie tkanki łącznej tułowia                |
| ICD-10: L03.8 | Zapalenie tkanki łącznej o innej lokalizacji    |
| ICD-10: L03.9 | Nieokreślone zapalenie tkanki łącznej           |